# Symblepharis oncophoroides
Symblepharis oncophoroides är en bladmossart som beskrevs av Brotherus 1929. Symblepharis oncophoroides ingår i släktet Symblepharis och familjen Dicranaceae. Inga underarter finns listade i Catalogue of Life.